# Кинуски
Ки́нуски (фин. kinuski, швед. tjinuski) — компонент сладких десертов финской кухни, аналог распространённого в романских странах дульсе де лече и российского варёного сгущённого молока. Может использоваться и как самостоятельное блюдо.

## История
Название блюда происходит от русского слова тянучки, хотя само блюдо совсем не похоже на клейкие мягкие конфеты. Рецепт привёз из Санкт-Петербурга в Финляндию промышленник Карл Фацер, основатель существующей до сих пор одноимённой кондитерской компании. Кинуски промышленно производятся в Финляндии уже около ста лет.

## Описание
Кинуски представляют собой жидкую массу из уваренного с сахаром молока карамельного цвета, используемую в качестве бутербродной пасты, глазури и начинки для кондитерских изделий, а также как самостоятельный десерт.
Кинуски имеют более концентрированный и сладкий вкус, чем дульсе де лече, и более тягучую консистенцию, что связано с бо́льшим количеством сахара и меньшим — молока. В целом кинуски стоят ближе к мягкой молочной карамели, чем к российской варёной сгущёнке, и чаще используются для создания глазури тортов, чем для их начинки.